# Сирота, Александр Михайлович
Алекса́ндр Миха́йлович Сирота́ (укр. Сирота Олександр Михайлович; род. 11 июня 2000, Киев) — украинский футболист, защитник киевского «Динамо», выступающий на правах аренды за «Маккаби» (Хайфа).

## Клубная карьера
Является воспитанником академии «Динамо» (Киев). Выступал за столичную команду в первенстве Детско-юношеской футбольной лиги Украины.
В составе юношеской команды киевского «Динамо» дебютировал в чемпионате Украины U-19 5 августа 2017 в выездном поединке против «Александрии», который закончился разгромом соперников 4:0. Свой первый гол в юниорском первенстве страны забил 4 ноября того же года в домашней игре с клубом «Сталью» из Каменского (4:1). По итогам сезона 2017/18 годов, приняв участие в 23 встречах, стал чемпионом Украины U-19, повторив это достижение и в следующем сезоне. Также в сезоне 2018/19 стал привлекаться в состав молодёжной команды до 21 года, с которой тоже стал чемпионом Украины.
4 июня 2020 в матче чемпионата Украины против «Шахтера» (2:3) Сирота дебютировал за первую команду «бело-синих», отыграв весь матч и на 66 минуте отдал голевой пас на Карлоса Де Пену [4]. а уже через 4 дня, 8 июля, Сирота отыграл все 120 минут в финале Кубка Украины 2020 году против полтавской «Ворсклы» (1:1), в котором его команда выиграла в серии пенальти и получила трофей. 2 октября 2020 года заключил новый контракт с клубом, действие которого рассчитано на 5 лет.
25 февраля 2021 года дебютировал в Лиге Европы, выйдя в стартовом составе «Динамо» в выездном ответном матче 1/16-й финала против «Брюгге», в котором киевская команда одержала победу со счётом 0:1. За надежную игру в матче против «Брюгге» вошёл в символическую команду недели в Лиге Европы.
8 августа 2021 года забил дебютный гол за «Динамо», открыв счет в выездном матче чемпионата Украины против луганской «Зари» (2:1), отличившись результативным ударом головой на 18-й минуте.

## Выступления за сборную
В составе сборной Украины (U-17) был участником чемпионата Европы в Хорватии в 2017 году, но на поле не выходил, а его команда не вышла из группы.
26 августа 2020 года главный тренер сборной Украины Андрей Шевченко в связи с большим количеством травмированных защитников включил Сироту в список игроков национальной команды для подготовки к матчам в Лиге наций УЕФА 2020/21. Для 20-летнего футболиста этот вызов в национальную команду стал дебютным, однако участия в этих матчах не принимал.
18 августа 2021 года исполняющий обязанности главного тренера сборной Украины Александр Петраков вызвал Сироту для участия в матчах отборочного турнира чемпионата мира 2022 года против сборных Казахстана и Франции, а также товарищеском матче против сборной Чехии. 8 сентября 2021 года дебютировал в сборной Украины в матче против сборной Чехии (1:1), выйдя в стартовом составе и проведя весь поединок.

## Статистика выступлений

### Клубная статистика
| Выступление      | Выступление      | Выступление      | Чемпионат | Чемпионат | Кубок | Кубок | Еврокубки | Еврокубки | Прочие | Прочие | Итого | Итого |
| Клуб             | Лига             | Сезон            | Игры      | Голы      | Игры  | Голы  | Игры      | Голы      | Игры   | Голы   | Игры  | Голы  |
| ---------------- | ---------------- | ---------------- | --------- | --------- | ----- | ----- | --------- | --------- | ------ | ------ | ----- | ----- |
| Динамо Киев      | Премьер-лига     | 2019/20          | 2         | 0         | 1     | 0     | 0         | 0         | 0      | 0      | 3     | 0     |
| Динамо Киев      | Премьер-лига     | 2020/21          | 10        | 0         | 2     | 0     | 3         | 0         | 1      | 0      | 16    | 0     |
| Динамо Киев      | Премьер-лига     | 2021/22          | 12        | 1         | 0     | 0     | 5         | 0         | 1      | 0      | 18    | 1     |
| Динамо Киев      | Премьер-лига     | 2022/23          | 10        | 0         | 0     | 0     | 9         | 0         | 0      | 0      | 19    | 0     |
| Динамо Киев      | Итого            | Итого            | 34        | 1         | 3     | 0     | 17        | 0         | 2      | 0      | 56    | 1     |
| Всего за карьеру | Всего за карьеру | Всего за карьеру | 34        | 1         | 3     | 0     | 17        | 0         | 2      | 0      | 56    | 1     |

### Международная статистика
| Сборная          | Сезон            | Товарищеские | Товарищеские | Официальные | Официальные | Итого | Итого |
| Сборная          | Сезон            | Игры         | Голы         | Игры        | Голы        | Игры  | Голы  |
| ---------------- | ---------------- | ------------ | ------------ | ----------- | ----------- | ----- | ----- |
| Украина          |                  |              |              |             |             |       |       |
| 2021             | 1                | 0            | 0            | 0           | 1           | 0     |       |
| 2022             | 0                | 0            | 1            | 0           | 1           | 0     |       |
| Всего за карьеру | Всего за карьеру | 1            | 0            | 1           | 0           | 2     | 0     |

### Матчи за сборную
| № | Дата            | Оппонент | Счёт | Голы | Пасы | Карточки | Минуты | Соревнование            |
| - | --------------- | -------- | ---- | ---- | ---- | -------- | ------ | ----------------------- |
| 1 | 8 сентября 2021 | Чехия    | 1:1  | —    | —    | —        | 90'    | Товарищеский матч       |
| 2 | 8 июня 2022     | Ирландия | 1:0  | —    | —    | —        | 90'    | Лига наций УЕФА 2022/23 |

Итого: 2 матча, 0 голов / 1 победа, 1 ничья, 0 поражений.

## Достижения
«Динамо» (Киев)
- Чемпион Украины: 2020/21
- Серебряный призёр чемпионата Украины (2): 2019/20, 2023/24
- Обладатель Кубка Украины (2): 2019/20, 2020/21
- Обладатель Суперкубка Украины: 2020